# Klorpyrifos
Klorpyrifos är ett insektbekämpningsmedel, som används i odlingar av frukt och grönsaker.

## Egenskaper
Klorpyrifos luktar illa, ungefär som tiol (merkaptan).
Ångtryck 0,00002 ± 0,00001 mm Hg vid 20 °C

## Möjliga skadliga verkningar för djur och människor
Där användning av klorpyrifos varit tillåten, har man konstaterat spår av ämnet i bisamhällens larver. Att en del larver dör i ett bisamhälle är normalt, men larvdödligheten har varit högre i de bisamhällen som infekterats av klorpyrifos. Även i honung från drabbade bisamhällen har man sett spår av klorpyrifos.
Giftigheten vid inandning och nedsväljning är måttlig för människor. Hudkontakt kan ge en övergående irritation.
Det finns ingen världsomfattande reglering av användningen av klorpyrifos, men nationella föreskrifter förekommer. Från våren 2020 är det förbjudet att använda klorpyrifos inom EU.